# Neoarcturus ornatus
Neoarcturus ornatus is een pissebed uit de familie Holidoteidae. De wetenschappelijke naam van de soort is voor het eerst geldig gepubliceerd in 1975 door Kensley.